# 西大寺郵便局
西大寺郵便局（さいだいじゆうびんきょく）は、岡山県岡山市東区にある郵便局。民営化前の分類では集配普通郵便局であった。

## 概要
住所：〒704-8799 岡山県岡山市東区西大寺中野本町1-35

### 出張所（局外ATM）
民営化前は以下の場所に出張所としてATMを設置していた。現在も同じ場所にATMがあるが、管理はゆうちょ銀行広島支店となっている。
- 天満屋ハピータウン西大寺店出張所

## 沿革
- 1872年2月9日（明治5年1月1日） - 西大寺郵便取扱所として開設[1]。
- 1875年（明治8年）1月1日 - 西大寺郵便局（五等）となる。
- 1878年（明治11年）1月2日 - 為替取扱を開始。
- 1879年（明治12年）6月 - 貯金取扱を開始。
- 1891年（明治24年）3月16日 - 西大寺郵便電信局となる。
- 1903年（明治36年）4月1日 - 通信官署官制の施行に伴い西大寺郵便局となる。
- 1953年（昭和28年）6月 - 局舎落成。
- 1956年（昭和31年）10月1日 - 電話通話および和文電報受付事務の取扱を開始[2]。
- 1972年（昭和47年）4月3日 - 岡山市西大寺字本町から、同市西大寺中野に局舎を新築、移転。
- 1983年（昭和58年）10月17日 - 神崎郵便局から集配業務の一部[3]を移管。
- 1999年（平成11年） - 外国通貨の両替および旅行小切手の売買に関する業務取扱を開始。
- 2007年（平成19年）10月1日 - 民営化に伴い、併設された郵便事業西大寺支店に一部業務を移管。
- 2012年（平成24年）10月1日 - 日本郵便株式会社の発足に伴い、郵便事業西大寺支店を西大寺郵便局に統合。

## 取扱内容
- 郵便、印紙、ゆうパック、内容証明
- 貯金、為替、振替、振込、国際送金、国債、投資信託
- 生命保険、バイク自賠責保険、自動車保険
- ゆうちょ銀行ATM
- 岡山市東区内の一部地域（〒704-81xx、704-85xx、704-86xx、704-87xx）の集配業務
- ゆうゆう窓口

## 周辺
- 国道2号（岡山バイパス）
- 岡山東警察署
- 西大寺バスセンター
- 西大寺ふれあいセンター
- 天満屋ハピータウン西大寺店
- 吉井川

## アクセス
- JR赤穂線 西大寺駅から徒歩約19分
- 両備バス 西大寺警察署前停留所下車
- 山陽自動車道 山陽ICから南へ約12km
- 駐車場あり：15台